# ریحان دارچینی
ریحان دارچینی (انگلیسی: Cinnamon basil)، نام یک گونه از سرده ریحان است.